# 144-й меридіан західної довготи
144-й меридіан західної довготи — лінія довготи, що лежить на 144 градуси західніше Гринвіцького меридіана. Вона проходить від Північного полюса через Північний Льодовитий океан, Північну Америку, Тихий океан, Південний океан та Антарктиду до Південного полюса.
144-й меридіан західної довготи формує велике коло разом із 36-тим меридіаном східної довготи.

## Список географічних об'єктів, що перетинає 144° зх. д.
Починаючи на Північному полюсі та рухаючись до Південного полюса, 144-й меридіан західної довготи проходить через:
| Координати                                                   | Країна, територія або море | Примітки |
| ------------------------------------------------------------ | -------------------------- | --- |
| 90°0′ пн. ш. 144°0′ зх. д. / 90.000° пн. ш. 144.000° зх. д.  | Північний Льодовитий океан | |
| 73°13′ пн. ш. 144°0′ зх. д. / 73.217° пн. ш. 144.000° зх. д. | Море Бофорта               | |
| 70°6′ пн. ш. 144°0′ зх. д. / 70.100° пн. ш. 144.000° зх. д.  | США                        | Аляска — проходить через острів Арей[en] і материк                                                                 |
| 60°1′ пн. ш. 144°0′ зх. д. / 60.017° пн. ш. 144.000° зх. д.  | Тихий океан                | Проходить західніше атола Макемо[en], Французька Полінезія Проходить східніше атола Хіті[en], Французька Полінезія |
| 60°0′ пд. ш. 144°0′ зх. д. / 60.000° пд. ш. 144.000° зх. д.  | Південний океан            | |
| 75°31′ пд. ш. 144°0′ зх. д. / 75.517° пд. ш. 144.000° зх. д. | Антарктида                 | Проходить через Землю Мері Берд, на яку жодна країна не претендує                                                  |